# Aeroporto Internazionale di Samarinda
L'Aeroporto Internazionale di Samarinda (Abbrev.: BSB) (in cinese: 沙馬林達國際機場; in inglese: Samarinda International Airport) è il principale aeroporto di Samarinda. È noto come Sungai Siring, dal nome dell'villaggio su cui è costruito e per distinguerlo dal vecchio aeroporto di Samarinda (Aeroporto di Samarinda-Temindung, SRI) situato nella zona di Bandara. Sorge a 25 km a del nord del Central District di Samarinda.
Il Sungai siring opera ventiquattro ore al giorno. È il principale "hub" di Kaltim Airlines. La costruzione del nuovo aeroporto è stata solo una parte del più vasto Master Plan of Economy (MP3 EI) che sviluppa un più ampio progetto che prevede, la costruzione di nuovi collegamenti stradali e ferroviari.

## Statistiche
Questo grafico non è disponibile a causa di un problema tecnico.
Si prega di non rimuoverlo.
Vedi la query Wikidata di origine.